# 辽宁省发展和改革委员会
辽宁省发展和改革委员会是中华人民共和国辽宁省人民政府综合研究拟定国民经济和社会发展政策，进行总量平衡、指导全省经济体制改革的组成部门。

## 机构设置

### 内设机构
- 办公室
- 政策研究室
- 发展规划处
- 国民经济综合处
- 经济体制综合改革处
- 固定资产投资处
- 利用外资和境外投资处（外事处）
- 地区经济处
- 农村经济处（农业区划办公室）
- 能源处
- 交通运输发展处（国防动员委员会交通战备办公室）
- 工业处
- 高技术产业处
- 资源节约与环境保护处
- 应对气候变化处
- 社会发展处
- 就业和收入分配处
- 经济贸易处
- 财政金融处
- 法规处(省招标投标指导协调办公室)
- 信用管理处
- 振兴老工业基地处（资源枯竭城市经济转型办公室）
- 沈阳经济区工作办公室
- 辽西北办公室
- 国民经济动员办公室
- 重大项目稽察特派员办公室
- 人事教育处[1]